# KBI그룹
KBI그룹은 대한민국의 범 갑을계 기업 집단으로 1951년 갑을그룹을 모태로 설립한 기업 집단이다. KBI는 "Korean Business Innovator"의 약자로, 끊임없는 도전과 혁신을 통해 글로벌 기업으로 도약하겠다는 의지를 담고 있다. 또한 KBI는 갑을상사의 영문 표기인 KaBul International의 약자이기도 하다.

## 계열사

### 자동차부품 부문
- KBI동국실업
- KBI염성동국
- KBI 멕시코 동국
- KDK오토모티브
- KBI에이스텍
- KB오토텍(구. 위니아만도 차량공조사업부문-모딘코리아-갑을오토텍)
- KBI모다

### 소재/사업재 부문
- 동양철관
- KBI메탈
- KBI코스모링크
- KBI코스모링크 비나
- KBI알로이

### 건설/부동산 부문
- KBI건설
- KBI산업개발
- KBI상사
- KBI정무산업

### 환경/에너지 부문
- KBI국인산업
- KBI텍
- KBI울트라
- 석문에너지
- 대구에코

### 의료 부문
- 갑을의료재단(갑을장유병원, 갑을녹산병원, 갑을구미병원)
- KB메디칼

### 기타
- 동국화공
- 모드멘
- KBI유상테크
- 정무학술장학재단

### 과거 계열사
- 갑을상호신용금고
- 갑을염직
- 동국나일린트
- 동국하이텍
- 배예림
- 산도스동국(현. 클라리언트코리아)
- 태흥환경
- 한진플라스틱공업

## 같이 보기
- 갑을그룹